# ストリングラフィ
ストリングラフィ（Stringraphy）は、1992年に日本の作曲家、水嶋一江が考案した楽器である。英語の“Strings”(糸、弦楽器)と“Graphic”（グラフィックアートの）の2語から成る造語。

## 楽器の原理
ストリングラフィは絹糸の両端に紙コップを取り付けた、一見「糸電話」に見える弦楽器である。
絹糸には松脂（弦楽器用）が塗布されており、木綿の手袋をはめた手で擦って演奏する。（擦弦楽器）また他の弦楽器と同じく弦をはじくピチカート奏法も用いられる。（撥弦楽器）

## 調弦
調弦する際には糸の長さ・太さ・テンションの３要素を応用している。
糸が長いほど低い音が出る。
糸が太いほど低い音が出る。
テンションが緩いほど低い音が出る。

## 楽器の形状と種類
結果的に下から順に長い糸電話から短い糸電話へと連なる、巨大なハープを90度回転させたような形状をとる。
ストリングラフィには音域によって、ソプラノ・アルト・ベースの３種類がある。一番低い弦はベースの最低音（Ab２）で約13ｍ、高い弦はソプラノとアルトの最高音（C6）で約1,5ｍである。
弦の本数：ソプラノ23本、アルト21本、ベース16本。
コンサートの際はこれに加えて特殊奏法用（後述）の弦、観客参加用の弦、インスタレーション用の弦などをセットすることが多い。

## 一期一会の楽器
ストリングラフィの大きな特徴の一つに、コンサート度毎に会場に合わせて楽器をセット、その場所でしか実現できない音楽空間を創出することが挙げられる。ストリングラフィの前身（ストリングラフィの歴史の項参照）である「インスタレーション・ミュージック」のコンセプトを受け継ぎ、パフォーマンス空間＆建築の特徴を生かしつつ、楽器を設置し、奏でることで、その場の持つ役割や雰囲気を変容させるのだ。
（例：小学校の体育館でのコンサート）

## 楽器が生まれるまで
1992年に山形県月山の麓で行われたパフォーマンス・フェスティバルに水嶋一江が参加。そのフェスティバルにて、「森の中で木々の間に糸を張り、森全体を楽器にしてみたい」と閃く。糸の両端に紙コップを取り付けたところ、糸を擦るとコップがスピーカーの役割を果たして思いがけない程大きな音を発した。自然の音や弦楽器などのあらゆる音色を表現できる、新しい楽器だという事に気付いた水嶋はこの楽器を「Stringraphy（ストリングラフィ）」と名付け、活動を開始した。

## 名前の由来
空間に張り巡らせた糸が美術作品のように印象的なので、「糸」を意味する「String」と、「図表」や「グラフィックアートの作品」を意味する「Graphic」の2つの言葉を合わせて「Stringraphy（ストリングラフィ）」と名付けられた。

## 演奏者
- 水嶋一江(1992-)
- 篠原もとこ(1998-)
- KIKU(1998-)
- 鈴木モモ(2002-)
- 田實峰子(2003-)
- 齋藤卓侑(2005-, 2013からソロで活動)
- サイトウブンコ(2009-2011)
- 蓮見郁子(2010-)
- 美音(2020-)